# BHStB IIa3
Die Triebfahrzeuge der Reihe IIa3 waren Tenderlokomotiven in Bosnischer Spurweite der Bosnisch-Herzegowinischen Staatsbahn (BHStB, 1884 bis 1895) und wurden für die betrieblich einfachen Strecken Metković–Mostar sowie Doboj–Simin Han beschafft.

## Geschichte
Für die erste Strecke der Bosnisch-Herzegowinischen Staatsbahn von Zenica nach Sarajevo benötigte die BHStB 1882 noch keine Lokomotiven, weil der Betrieb durchlaufend von Bosanski Brod durch die k. u. k. Bosnabahn geführt wurde. Zur Eröffnung des ersten Abschnitts der Narentabahn von Metković nach Mostar wurden 1885 dann die ersten eigenen Lokomotiven beschafft, entsprechend der geringen Steigung und dem erwarteten Verkehrsvolumen waren dies kleine Naßdampf-Zweikuppler mit Vorlaufachse. Die drei Loks erhielten die Nummern 1 bis 3 und die Bezeichnung IIa3 nach dem neu eingeführten Bezeichnungsschema.
Ein Jahr später, 1886, wurden zur Eröffnung der Zweigstrecke von Doboj über Tuzla nach Simin Han weitere vier Lokomotiven geliefert, diesmal allerdings von Krauss in München statt wie zuvor aus Linz. Von stärkeren Maschinen wurden sie allerdings bereits um 1910 in untergeordnete Dienste wie dem Verschub verdrängt. Von der JDŽ wurden dennoch alle 7 Lokomotiven übernommen, 1950 war aber nur mehr eine für die Staatsbahnen tätig. Drei weitere Lokomotiven waren an Wald- und Industriebahnen abgegeben worden und 1963 schied schließlich die JDŽ 176-007 bei der Kohlenmine in Kamengrad als Letzte aus dem aktiven Dienst. Es blieb keine Lokomotive dieser Baureihe erhalten.

## Technische Beschreibung
Die konventionell aufgebauten Lokomotiven besaßen ein außenliegendes Zweizylinder-Triebwerk mit Allan-Steuerung, womit die beiden Kuppelachsen angetrieben wurden. Die Vorlaufachse war als Bissel-Achse radial beweglich ausgeführt, der Innenrahmen teilweise als Wasserkastenrahmen. Die seitlichen Behälter enthielten ebenfalls Wasser sowie die Kohlenvorräte.
Als Lokomotivbremse fungierte eine Wurfhebelbremse und für den Wagenzug wurde später eine Saugluftbremse nachgerüstet. Außerdem besaßen sie einen Pulsometer zum selbständigen Wassernehmen ohne Hochbehälter. Auf der nur wenig geneigten Narentabahn konnten sie 180 t bei 3,3 ‰ Steigung befördern.
Eine Lokomotive von ähnlichem Aufbau beschaffte die Zillertalbahn 1905 als Nr. 4, allerdings mit Verbundtriebwerk und Joy-Steuerung.

## Lokomotivliste
| Hersteller     | Fabriks- Nummer | Baujahr | BHStB-Nr. bis 1895 | BHStB-Nr. BHLB-Nr. SHS-Nr. | JDŽ-Nr. ab 1933 | Verbleib         | ausgemustert |
| -------------- | --------------- | ------- | ------------------ | -------------------------- | --------------- | ---------------- | ------------ |
| Krauss/Linz    | 1264            | 1885    | IIa3 1             | IIa3 51                    | 176-001         |                  |              |
| Krauss/Linz    | 1265            | 1885    | IIa3 2             | IIa3 52                    | 176-002         | PDI Janj         |              |
| Krauss/Linz    | 1266            | 1885    | IIa3 3             | IIa3 53                    | 176-003         |                  |              |
| Krauss/München | 1585            | 1885    | IIa3 11            | IIa3 54                    | 176-004         |                  |              |
| Krauss/München | 1586            | 1885    | IIa3 12            | IIa3 55                    | 176-005         | PDI Maglić       |              |
| Krauss/München | 1587            | 1886    | IIa3 13            | IIa3 56                    | 176-006         |                  |              |
| Krauss/München | 1588            | 1886    | IIa3 14            | IIa3 57                    | 176-007         | Rudnik Kamengrad | 1963         |

| Bahngesellschaft                                      | Bahngesellschaft                              | Zeitraum      |
| ----------------------------------------------------- | --------------------------------------------- | ------------- |
| BHStB                                                 | Bosnisch-Herzegowinische Staatsbahn           | 1884 bis 1895 |
| BHStB                                                 | Bosnisch-Herzegowinische Staatsbahnen         | 1895 bis 1908 |
| BHLB                                                  | Bosnisch-Herzegowinische Landesbahnen         | 1908 bis 1918 |
| SHS                                                   | Železnice Kraljevine Srba, Hrvata i Slovenaca | 1918 bis 1929 |
| JDŽ                                                   | Jugoslovenske Državne Železnice               | 1929 bis 1954 |
| JŽ                                                    | Jugoslovenske Železnice                       | 1954 bis 1991 |
| Die Umzeichnung von SHS auf JDŽ fand erst 1933 statt. |                                               |               |